# Poesia e verità
Dalla mia vita. Poesia e verità (Aus meinem Leben. Dichtung und Wahrheit) è l'autobiografia di Johann Wolfgang von Goethe. Percorre l'arco cronologico dalla nascita nel 1749 alla vigilia della sua partenza per Weimar nel 1775, coprendo i primi 26 anni di vita, quelli dello sviluppo che, per l'autore, sono il più importante periodo nella vita di un individuo. L'opera fu pubblicata in quattro volumi: i primi tre furono scritti e pubblicati tra il 1811 e il 1814; il quarto volume fu scritto principalmente nel 1831-1832 e pubblicato postumo nel 1833.

## Storia editoriale

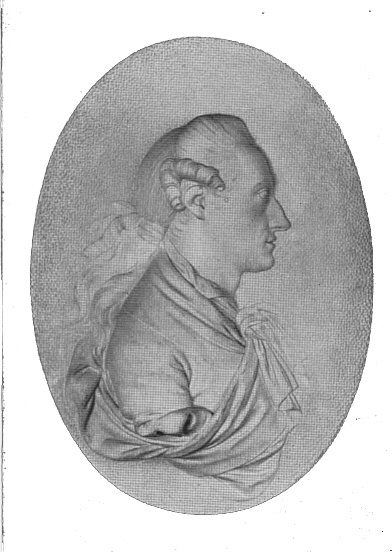
J.W.Goethe (Cammeo di J.P. Melchior, 1775)

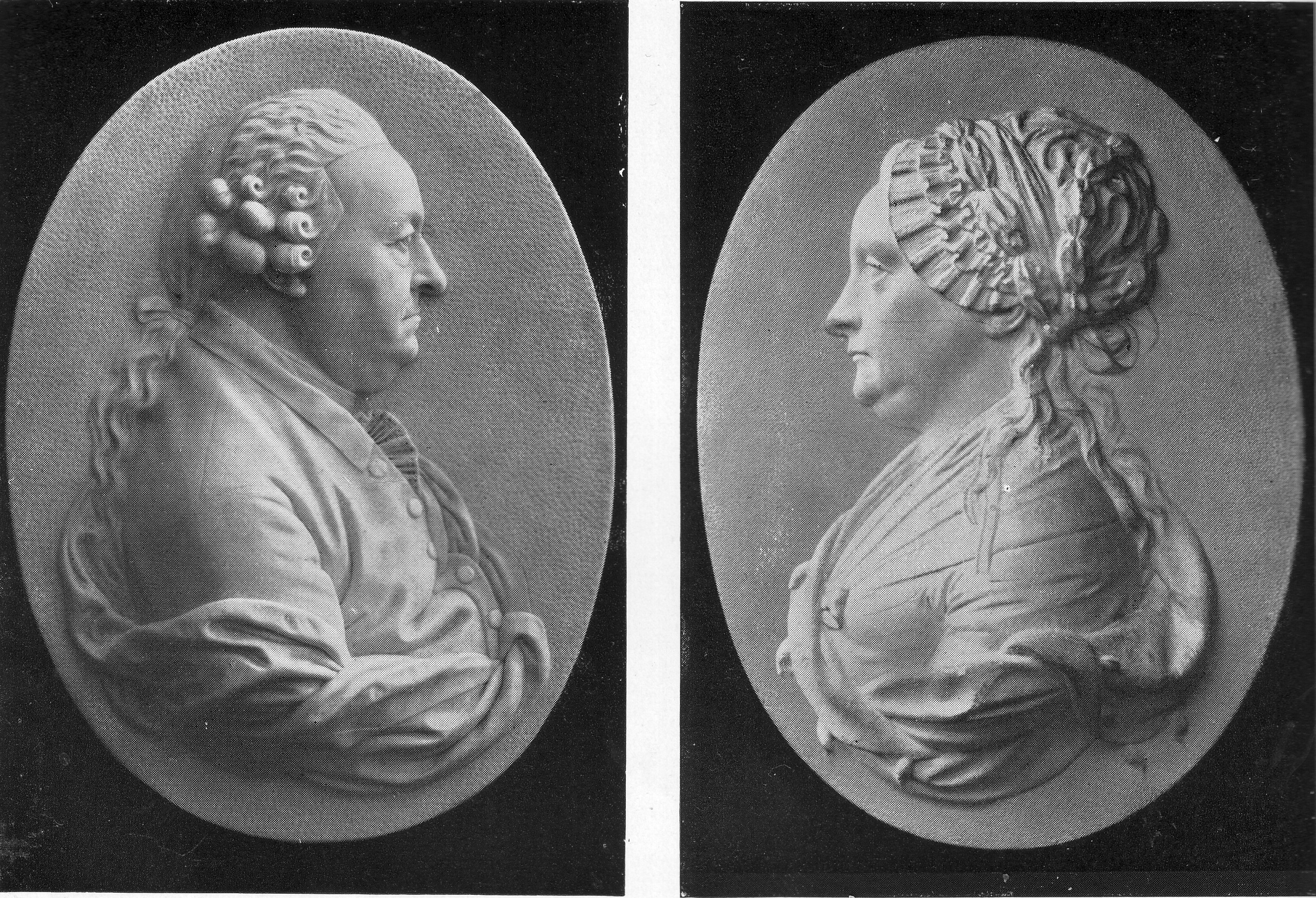
I genitori di Goethe

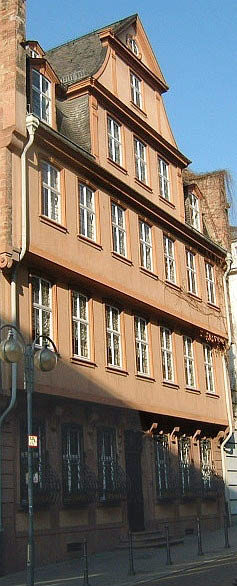
La casa natale di Goethe a Francoforte

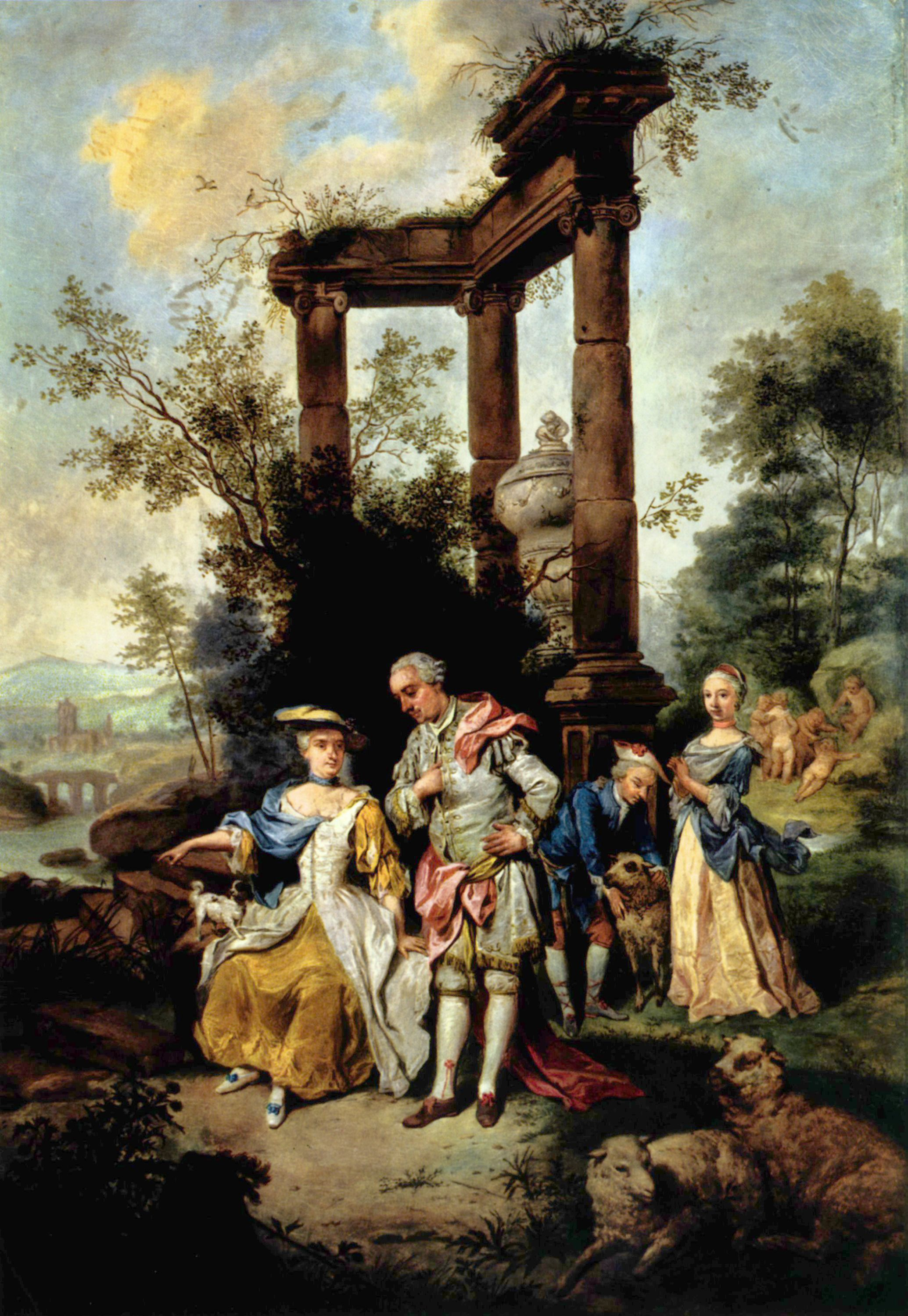
La famiglia Goethe nel 1762: da sinistra a destra: la madre Catharina Elisabeth, il padre Johann Caspar, Johann Wolfgang e la sorella Cornelia Goethe

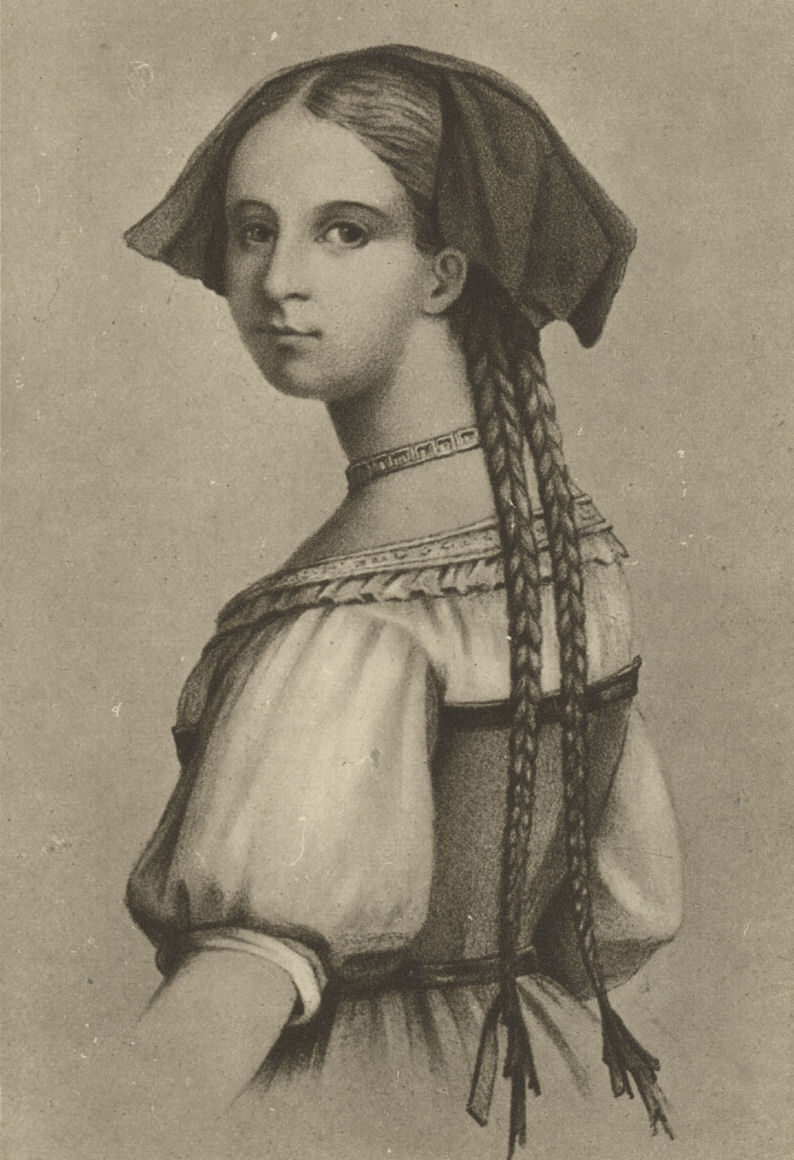
Friederike Brion

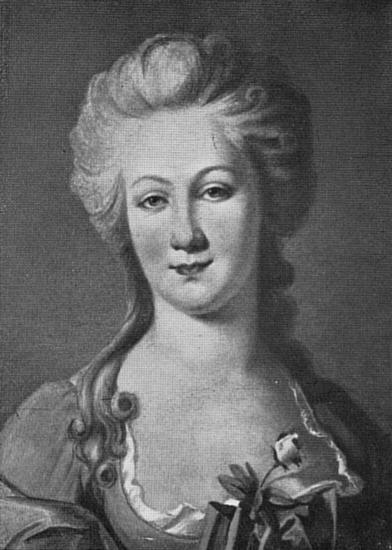
Lili Schönemann

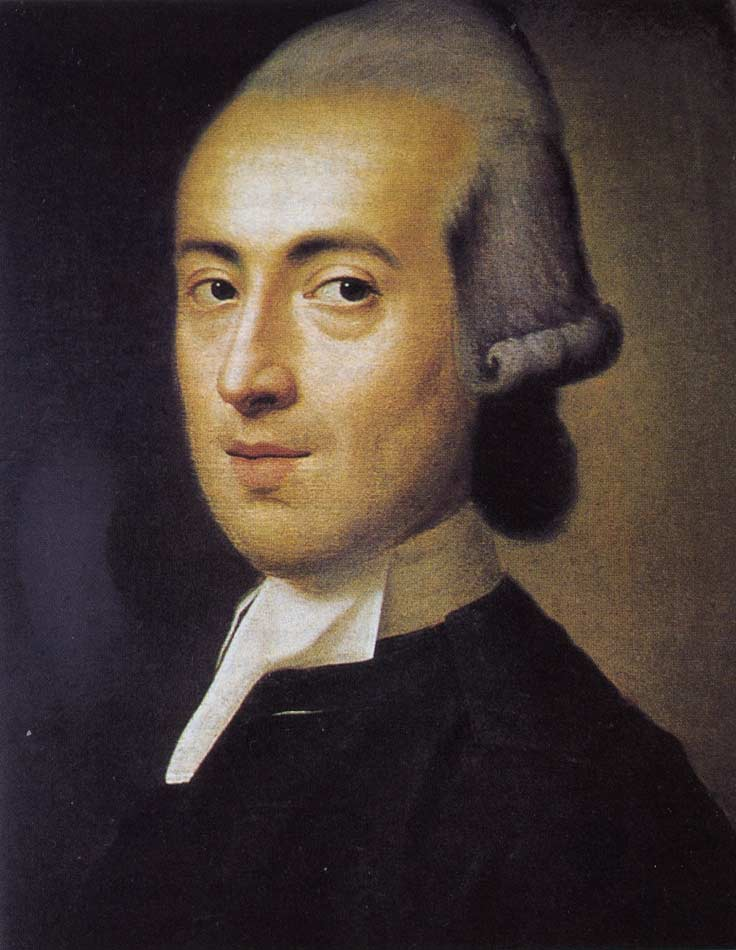
Johann Gottfried Herder

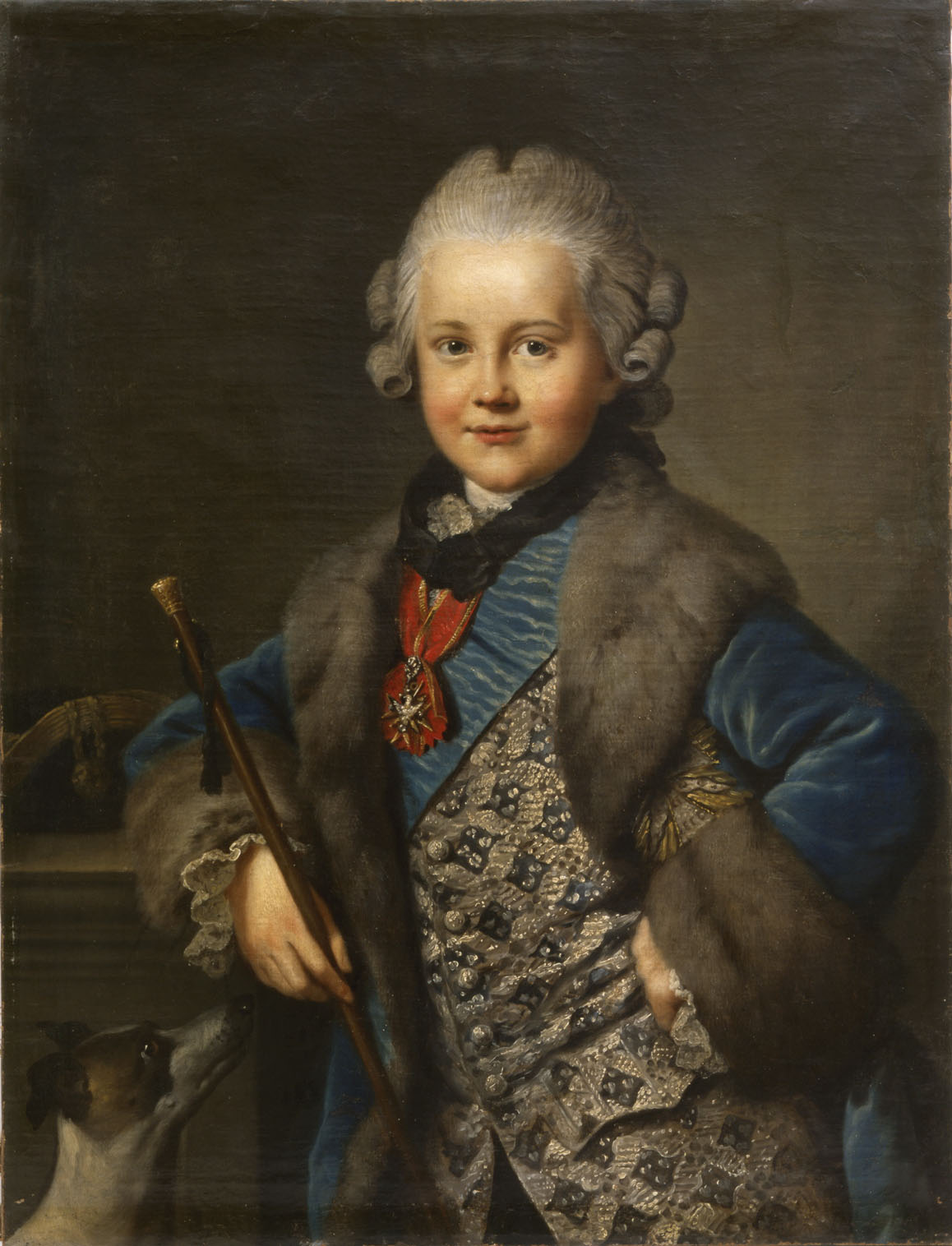
Il granduca di Weimar Carlo Augusto (ritratto del 1769)

L'intera opera copre i primi 26 anni di vita dell'autore, ed è suddivisa in quattro parti, ciascuna delle quali contiene cinque libri: le prime tre parti sono state scritte e pubblicate tra il 1811 e il 1814, mentre la quarta parte, nella quale sono compresi scritti prodotti da Goethe soprattutto fra il 1817 e il 1831, fu pubblicata, a cura di Eckermann e Riemer, dopo la morte dell'autore, avvenuta nel 1832. Il volume postumo costituisce il quarantottesimo volume della cosiddetta "edizione finale" (Ausgabe letzter Hand) delle Opere di Goethe (Goethe’s Werke).

## Contenuto
Nella premessa, Goethe indica l'occasione che ha dato origine alla sua autobiografia: la lettera di un suo amico, di cui non rivela il nome, il quale, avendo esaminato l'opera poetica di Goethe in 12 volumi, invita il poeta a indicare le circostanze nelle quali erano state composte le singole opere. Come peraltro il titolo fa intendere, Goethe riconosce, nella vita di ciascun individuo del suo tempo e quindi anche nella propria vita, un cammino esemplare e istruttivo anche per gli altri, affermando quindi la coincidenza fra poesia e verità: «Mi posi subito al lavoro, Cominciai a ristabilire l'ordine cronologico delle opere grandi e piccole contenute nella collezione accennata dall'amico. Cercai di ricordarmi del tempo e delle circostanze in cui ognuna di esse era nata. Ma tosto mi accorsi che le difficoltà erano maggiori assai di quanto avevo creduto. Per spiegare tutto l'andamento dei mio sviluppo, per colmare ogni lacuna ci volevano per ogni opera lunghe introduzioni ed epiloghi. Mancava nella collezione delle mie opere tutta quella parte di lavori che erano stati per me null'altro che esercizi; mancavano quasi tutti i frammenti; alcune opere poi, essendo state rifatte più volte ed in varie epoche, avevano perduto completamente la loro forma primitiva. Oltre la spiegazione e la successione dei singoli miei lavori, avrei pure dovuto esporre gli studi da me percorsi nelle scienze e nelle arti e tutto ciò che, solo o con amici, avevo studiato e pubblicato. [...] Cercando di renderla completa colla narrazione dei miei sentimenti intimi, delle influenze estranee da me subite, di tutti i gradi del mio sviluppo, fui costretto a lasciare il cerchio della mia vita intima e privata; mi vidi ad un tratto nel mondo in mezzo a centinaia di uomini importanti, che direttamente od indirettamente avevano contribuito alla formazione della mia mente; mi trovai nelle fluttuazioni immense della politica, che aveva esercitato essa pure sopra di me quell'influenza che ha fatto subire a tutti gli uomini del nostro tempo. Non dovevo trascurare nessuno di tutti quei particolari, essendo lo scopo di ogni biografia di rappresentare l'uomo quale prodotto del suo tempo».
Goethe ricostruisce la sua vita e la sua attività sulla base di ricordi personali, di testimonianze epistolari, dei ricordi degli amici (in particolare, di Friedrich Wilhelm Heinrich von Trebra, Karl Ludwig von Knebel, e Johann Friedrich Heinrich Schlosser, e dall'esame di quanto sua madre aveva raccontato a Bettina Brentano von Arnim.
Dal primo a metà del sesto libro Goethe descrive gli anni dell'infanzia trascorsi nella casa paterna, a Francoforte; descrive i rapporti familiari (il padre Johann Caspar, dotto, pedante e rigoroso, la madre Catharina Elisabeth di temperamento gioviale e vivace; la sorella Cornelia, poco più piccola di lui, essendo nata nel 1750); i primi studi (le lingue straniere, il Vecchio Testamento); le amicizie, il primo amore (una bambina di nome Gretchen); i rapporti con il mondo esterno (Guerra dei sette anni durante la quale i Goethe dovettero ospitare il conte francese de Thorane; l'incoronazione a Francoforte di Giuseppe II a imperatore del SRI). 
Dalla seconda metà del sesto libro all'undicesimo libro, Goethe narra la sua adolescenza e la prima giovinezza: gli studi di giurisprudenza e di letteratura all'Università di Lipsia; l'amore per l'arte e la cultura classica e successivamente per la chimica; le prime amicizie con giovani intellettuali tedeschi; l'assistenza ricevuta da Susanna Klettenberg, un'amica di famiglia pietista, durante un grave malattia; il trasferimento all'Università di Strasburgo per lo studio del diritto e della medicina; l'incontro con Herder che diventerà suo amico e mentore; i viaggi in Alsazia-Lorena; la scoperta delle opere di Shakespeare; la laurea in giurisprudenza; l'amore per Friederike Brion; il ritorno a Francoforte (nel 1771)
Dal dodicesimo libro in poi il poeta tratta della prima età matura, descrive la cultura dello Sturm und Drang, le sue prime composizioni e i suoi primi successi (il Götz von Berlichingen e il Werther); il viaggio lungo il Reno con Lavater e Basedow; l'influenza di Spinoza; i piani per un Maometto, un Ebreo errante e un Prometeo, l'amore per Lili Schönemann: il viaggio in Svizzera; la composizione dell'Egmont. L'autobiografia termina con la sua attesa, a Francoforte, del giovane granduca di Weimer; poiché costui tuttavia ritarda, Goethe decide di partire improvvisamente per la Svizzera; si reca perciò ad Heidelberg, dove trascorre la notte, finché al mattino sente sotto le finestre dell'albergo il postiglione mandato dal granduca per richiamarlo.

## Critica
Il vocabolo tedesco Dichtung è "intraducibile", più che ambiguo: di solito in lingua italiana è tradotto con poesia, ma veicola anche significati complementari. In lingua tedesca esiste il termine Poesie che, come il corrispondente italiano poesia deriva etimologicamente dal vocabolo in greco antico: ποίησις?, poiesis ("creazione"); "Dichtung" deriva invece dal verbo latino dictare ("dettare") e veicola anche i significati di "dettato", nel senso di «modo di scrivere, di esprimersi, per ciò che riguarda la lingua e lo stile» e di "fiction". Per Ewald Eiserhardt l'uso del termine Dichtung suggerisce che Goethe, nel redigere l'autobiografia non si sentiva vincolato alla realtà, ma avrebbe trattato solo di eventi scelti perché atti a diventare parte di un'opera d'arte.
Poesia e verità espone con minuzia di particolari la vita e le circostanze dell'attività letteraria di Goethe; a volte nell'autobiografia si avvertono omissioni o lacune che tuttavia si riescono a colmare integrandole con altre opere letterarie di Goethe. Infatti attraverso Poesia e verità si può sempre passare dai dati biografici dell'autore alle sue creazioni, le quali, a loro volta, come ha scritto una volta lo stesso Goethe, costituiscono "una biografia continua". Oltre che modello esemplare per altre successive autobiografie, soprattutto in ambito culturale tedesco, Poesia e verità è stata anche soggetta a parodie, la più nota delle quali è Confessioni del cavaliere d'industria Felix Krull di Thomas Mann'.

## Edizioni
- Johann Wolfgang von Goethe, Aus meinem Leben. Dichtung und Wahrheit, 3 voll. Stuttgart u. Tübingen: Cotta, 1811–1814.
  - Vol. I, 1811[2][17]
  - Vol. II, 1812[3][18]
  - Vol. III, 1814[4][19]
  - (Vol. IV). Goethe’s Werke. Vollständige Ausgabe letzter Hand. Goethe’s nachgelassene Werke, Band. 48 (Aus meinem Leben. Dichtung und Wahrheit. IV Theil.) Stuttgart u. Tübingen: Cotta, 1833[5]

### Edizioni italiane
- G. W. Goethe, Autobiografia (Poesia e verità), prima versione italiana di Adolfo Courtheoux, 2 voll., Milano, Sonzogno, 1886-91.
  - Vol. I, 1886[20]
  - Vol. II, 1891[21]
- Volfango Goethe, Poesia e verità, 2 voll., traduzione di Emma Sola, Milano, Alpes, 1929; [scelta], Milano, Signorelli, 1930; Firenze, Sansoni, 1944; a cura di Lavinia Mazzucchetti, in Opere, vol. I, Sansoni, 1963.
- Dalla mia vita. Poesia e verità, 2 voll, introduzione, traduzione e note a cura di Alba Cori, Torino, UTET, 1957. - 2 voll., Ghibli, 2019.
- Dalla mia vita. Poesia e verità, trad. e cura di Enrico Ganni, Introduzione di Klaus-Detlef Müller, Collana i Millenni, Torino, Einaudi, 2018, ISBN 978-88-0622-352-6.
- Dalla mia vita. Poesia e verità. Testo tedesco a fronte, trad. e cura di Laura Balbiani, Presentazione di Marino Freschi, Collana Il pensiero occidentale, Milano-Firenze, Bompiani, 2020, ISBN 978-88-301-0410-5.